# TGIF
TGIF é uma sigla para a frase "Thank God It's Friday" (em português "Graças a Deus é Sexta-Feira"), celebrando o último dia de trabalho/escola antes do fim de semana. Sua origem vem da década de 1960. Primariamente, foi popularizada pela rede de restaurantes T.G.I. Friday's, fundada em 1965. Entretanto, seu uso corrente ocorreu na década de 70, principalmente no ano de 1978, devido ao sucesso do filme "Thank God It's Friday", um filme musical focado em música disco.

## Cultura Popular
A cantora norte-americana Katy Perry lançou em 2011 um single intitulado de "Last Friday Night (T.G.I.F.)", que menciona a sigla, e graças a este single, que foi um sucesso, a sigla se tornou ainda mais popular pelo mundo.
"TGIF" também é o nome de um bloco de séries em horário nobre do canal americano ABC, que é exibido desde 1989.

"Thank God It's Friday" é o nome de um single do cantor norte-americano de R&B, R. Kelly, lançado em 1996.